# 411e régiment d'artillerie
Le 411e régiment d'artillerie antiaérienne est un régiment d'artillerie de l'armée de terre française.

## Historique
Lors de la guerre d'Algérie, le régiment reçoit fin 1956 une nouvelle batterie, la batterie des armes spéciales, ou BAS. Cette unité est chargée de mettre en œuvre des gaz toxiques contre les combattants de l'armée de libération nationale retranchés dans des grottes. Des grenades, chandelles et roquettes, contenant notamment de la diphénylaminechlorarsine (DM), sont utilisées par cette batterie jusqu'en 1961. Non létale dans son usage courant, la DM se révèle mortelle pour certains combattants retranchés dans leur grotte. Elle est également utilisée à titre préventif, le gaz restant stationnaire dans la grotte. Malgré la révélation de ces méthodes dans un article de la Revue XXI en avril 2022, l'accès aux archives au Service historique de la Défense est toujours impossible.

## Étendard
Il ne porte aucune inscriptions.